# Trotternish

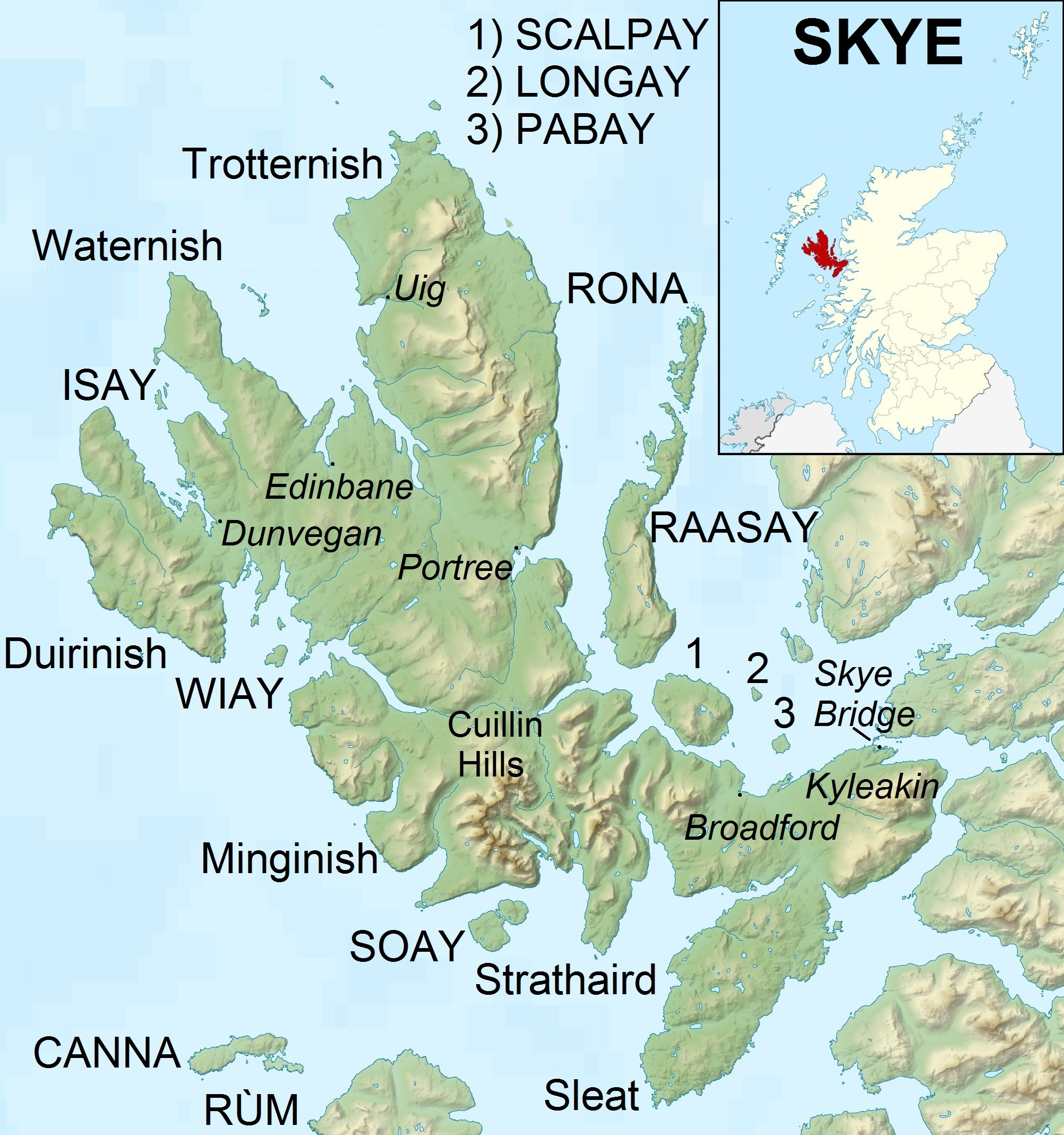
Een kaart van Skye, waarop Trotternish aangegeven is.

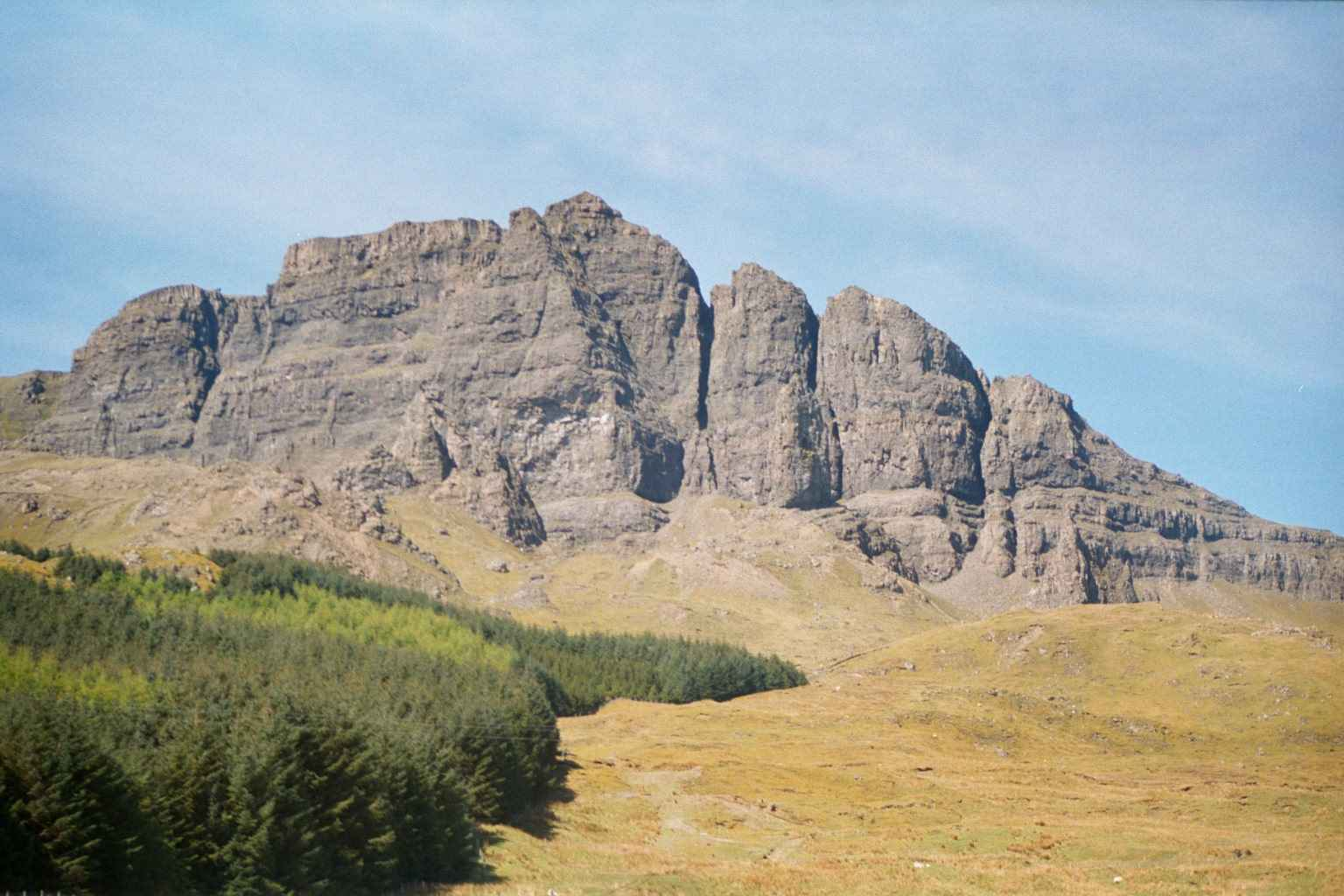
Een foto van The Storr

Trotternish (of Tròndairnis in het Schots-Gaelisch) is het meest noordelijke schiereiland van het Schotse eiland Skye, met een oppervlak van ongeveer 350 km². Aan Trotternish ligt Rubha Hùinis, het meest noordelijke punt van Skye. Op het schiereiland zijn The Storr, een grote rotsige heuvel, met zijn Old Man of Storr en de Quiraing, een herkenbaar rotsig landschap, bekende attracties voor bezoekers. Ten noorden van Trotternish liggen de Fladda-chùaingroep en Trodday.